# Курдюк Михайло Григорович
Курдюк Михайло Григорович (1931—2015) — кандидат біологічних наук, автор близько 120 наукових та 500 науково-популярних праць. 
Член Національної спілки письменників України та Національної спілки журналістів України.

## Біографія
Михайло Григорович Курдюк народився 26 грудня 1931 року в селі Стольному Березенського району на Чернігівщині. В цьому селі закінчив сім класів, навчання продовжив у Березні та в Дніпропетровську. В Українській сільськогосподарській академії отримав фах інженера лісового господарства і займався лісовпорядкуванням в Омській області та Красноярському краї Російської федерації. Пізніше перевівся до Каразинського саду на Харківщині, де займався науковою роботою з дендрології. Тут же захистив кандидатську дисертацію (1965) і видав першу книгу «Дерева і чагарники Харківщини».
Працював у дендропарку «Олександрія» у Білій Церкві та в заповіднику «Асканія-Нова». За шість років створив ландшафтний дендрологічний парк на площі 100 гектарів з великою водоймою, що дістала назву на честь виконавця проекту — річка Курдючка.
Завершив наукову та адміністративну кар'єру директором дендропарку «Тростянець» в Ічнянському районі Чернігівської області.
Є засновником 32-гектарного саду чорного горіха біля селища Макошине Менського району на Чернігівщині Створив поливний сад в Асканії- Новій, озеленив центри сіл Тарасівка та Соколівка на Київщині, озеленював райцентр Чаплинку, винзавод "Таврія" тощо
Похований у рідному селі Стольному.

## Книги
- «Ліс — наше багатство, краса і здоров'я» (2004 р.), «Екологія буття» (2008 р.), «Подорож у дивокрай» (2010 р.), «Полиновий світ» (2011 р.), «Чарівний край» і «Ліхтенштейн зблизька» (2012 р.)